# (185546) Yushan
(185546) Yushan est un astéroïde de la ceinture principale.

## Description
(185546) Yushan est un astéroïde de la ceinture principale. Il fut découvert le 28 décembre 2007 à l'Observatoire de Lulin par Ye Quan-Zhi et Chi-Sheng Lin. Il présente une orbite caractérisée par un demi-grand axe de 2,39 UA, une excentricité de 0,15 et une inclinaison de 1,3° par rapport à l'écliptique.

## Compléments